# 제리 머랜
제럴드 "제리" 머랜(영어: Gerald W. "Jerry" Moran, 1954년 5월 29일 ~ )은 미국 공화당 소속의 정치인이다. 캔자스 하원의원을 지냈으며 현 상원의원에 있다.

## 역대 선거 결과
| 선거명      | 직책명                      | 대수  | 정당   | 득표율  | 득표수    | 결과 | 당락                   |
| ----------- | --------------------------- | ----- | ------ | ------- | --------- | ---- | ---------------------- |
| 1988년 선거 | 상원의원 (캔자스 제37부)    | 72대  | 공화당 | 62.74%  | 583,507표 | 1위  | 캔자스 주의원 당선     |
| 1992년 선거 | 상원의원 (캔자스 제37부)    | 74대  | 공화당 | 100.00% | 25,179표  | 1위  | 캔자스 주의원 당선     |
| 1996년 선거 | 하원의원 (캔자스 제1선거구) | 105대 | 공화당 | 73.48%  | 191,899표 | 1위  | 캔자스주 하원의원 당선 |
| 1998년 선거 | 하원의원 (캔자스 제1선거구) | 106대 | 공화당 | 80.67%  | 152,775표 | 1위  | 캔자스주 하원의원 당선 |
| 2000년 선거 | 하원의원 (캔자스 제1선거구) | 107대 | 공화당 | 89.34%  | 216,484표 | 1위  | 캔자스주 하원의원 당선 |
| 2002년 선거 | 하원의원 (캔자스 제1선거구) | 108대 | 공화당 | 91.10%  | 186,850표 | 1위  | 캔자스주 하원의원 당선 |
| 2004년 선거 | 하원의원 (캔자스 제1선거구) | 109대 | 공화당 | 90.72%  | 239,776표 | 1위  | 캔자스주 하원의원 당선 |
| 2006년 선거 | 하원의원 (캔자스 제1선거구) | 110대 | 공화당 | 78.65%  | 153,298표 | 1위  | 캔자스주 하원의원 당선 |
| 2008년 선거 | 하원의원 (캔자스 제1선거구) | 111대 | 공화당 | 81.88%  | 214,549표 | 1위  | 캔자스주 하원의원 당선 |
| 2010년 선거 | 상원의원 (캔자스 제3부)     | 112대 | 공화당 | 70.09%  | 587,175표 | 1위  | 캔자스주 상원의원 당선 |
| 2016년 선거 | 상원의원 (캔자스 제3부)     | 115대 | 공화당 | 62.18%  | 732,376표 | 1위  | 캔자스주 상원의원 당선 |
| 2022년 선거 | 상원의원 (캔자스 제3부)     | 118대 | 공화당 | 60.00%  | 602,976표 | 1위  | 캔자스주 상원의원 당선 |